# Wiesbaden Central Collecting Point

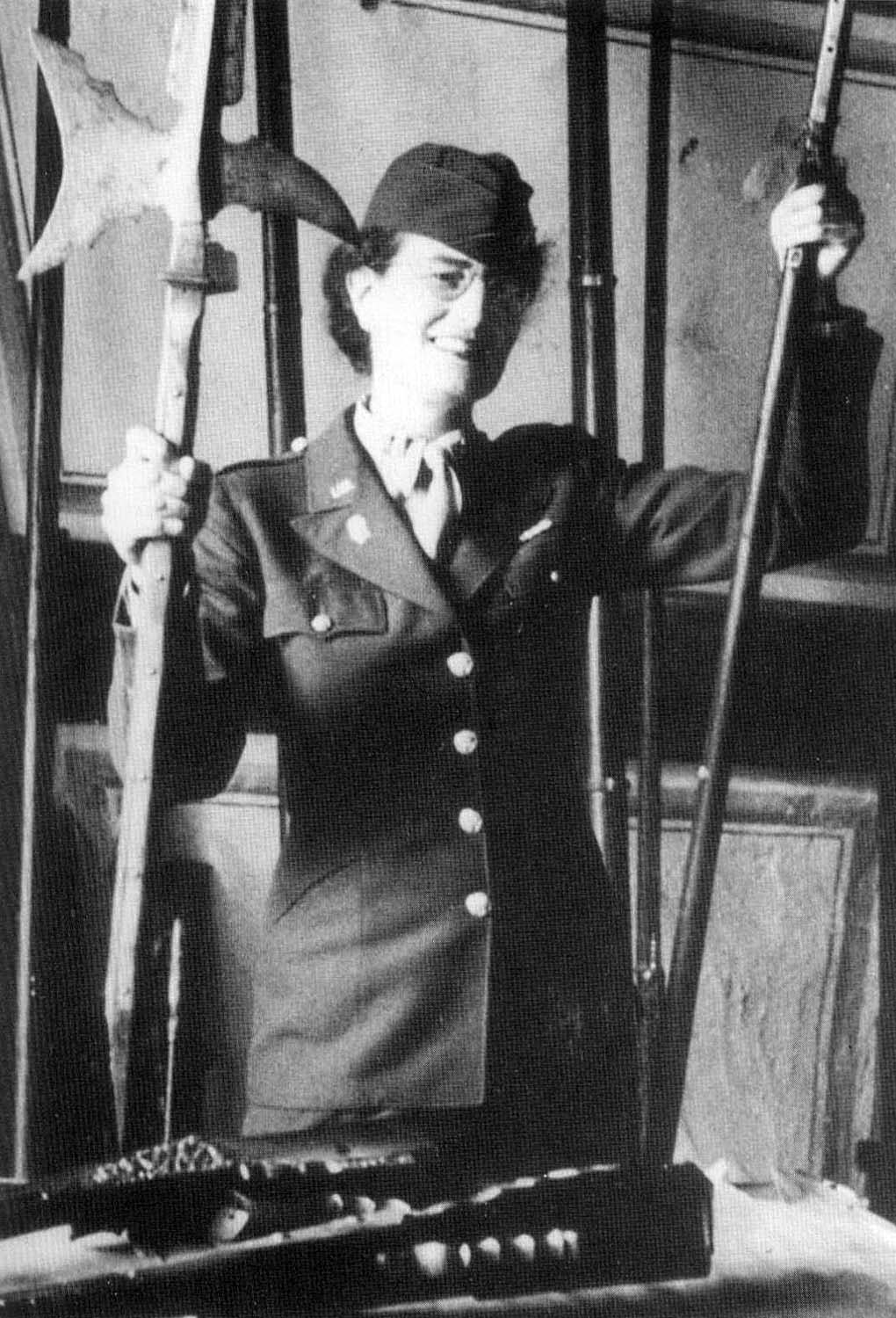
Die US-Kunsthistorikerin und Mitglied der Monuments Men Edith Standen während ihrer Tätigkeit beim Wiesbaden Central Collecting Point im Jahr 1946

Der Wiesbaden Central Collecting Point (kurz: WCCP) war einer der vier Central Collecting Points in der deutschen Nachkriegszeit. In der von der US-Militärregierung in Wiesbaden eingerichteten Sammelstelle wurden aufgefundene Kunstwerke des nationalsozialistischen Kunstraubs katalogisiert und eingelagert.
Im Jahr 1945 wurde der Collecting Point im Gebäude des Museum Wiesbaden eingerichtet, das während des Zweiten Weltkrieges teilweise für militärische Zwecke genutzt wurde. Im Wiesbaden Central Collecting Point wurden vor allem Kunstwerke und Exponate aus deutschem Museumsbesitz, insbesondere aus den ehemaligen Preußischen Staatlichen Museen, des Städelschen Kunstinstituts Frankfurt und der Wiesbadener Stadtmuseums gesammelt. Außerdem wurde Raubkunst deutscher Staatsangehöriger, das von den Nationalsozialisten beschlagnahmt wurde, aufgenommen. Am Höhepunkt umfasste die Einrichtung etwa 700.000 Objekte. In mehreren Ausstellungen wurden einige Kunstwerke der Öffentlichkeit gezeigt.
Im Jahr 1951 erfolgte die endgültige Auflösung der WCCP. Die US-Militärverwaltung übergab die verbliebenen Sammlungsstücke der CCPs Wiesbaden und München in die Treuhänderschaft der neu gegründeten Bundesrepublik Deutschland. Die Kulturabteilung des Auswärtigen Amtes, in dessen Obhut die Objekte und sämtliche Unterlagen übergegangen waren, gründete eine Sonderabteilung namens Treuhandverwaltung von Kulturgut beim Auswärtigen Amt, das Außenstellen in Wiesbaden und München unterhielt und von Bernhard von Tieschowitz geleitet wurde.